# K.C.'s Krazy Chase!
K.C.'s Krazy Chase!  é um jogo eletrônico de labirinto lançado em 1982 para Odyssey², o jogo é uma seqüência de  K.C. Munchkin, publicado no ano anterior e bastante influenciado por Pac-Man, lançado após uma disputa judicial entre a  Philips e a Atari, a Atari alegava que K.C. Munchkin era um plágio de Pac-Man, como forma de atacar a rival, a Philips colocou um adversário de Munchkin semelhante ao Centipede da Atari. No Brasil foi lançado em 1983, antes de  K.C. Munchkin e recebeu o nome de Come-Come, ao passo que  K.C. Munchkin foi chamado de Come-Come 2.